# Raetomyidae
Raetomyidae zijn een uitgestorven familie van tweekleppigen uit de orde Myida.